# Indonesisch

Indonesisch taalgebied

Het Indonesisch (Bahasa Indonesia, letterlijk "taal van Indonesië") is de officiële taal van Indonesië en een van de werktalen van Oost-Timor. Indonesisch is een Austronesische taal en daarmee verwant aan de meeste talen van Oceanië, de Filipijnen en Maleisië en ook aan een aantal talen van bergvolkeren in Vietnam, Cambodja, de oorspronkelijke talen van Taiwan en de Malagasitalen van Madagaskar.

## Geschiedenis

### Handelstalen
Vanaf de 7e eeuw bloeiden handelsrijken in het Maleissprekend gebied, langs de Straat Malakka, de natuurlijke doorvaarroute tussen China en Voor-Indië. Waarschijnlijk moeten er vanaf die tijd al variëteiten van Maleis geweest zijn, die functioneerden als contacttaal tussen de handelaren van verschillende etniciteit. Deze variëteiten zullen qua woordenschat en gereduceerde grammatica vergelijkbaar zijn geweest met het Pasar-Maleis ("pasar": markt). In deze periode (de oudst gedocumenteerde) ontwikkelde zich ook al een standaardvorm van Maleis, getuige de Oudmaleise inscripties uit de 7e eeuw.

### Klassiek Maleis
Uit het Oudmaleis ontstond het klassiek Maleis, hoewel het door schaarse documentatie onduidelijk is in hoeverre het klassiek Maleis rechtstreeks teruggaat op het Oudmaleis. Wat wel duidelijk is, is dat het Oudmaleis de taal was van een boeddhistische beschaving en het klassiek Maleis van een islamitische beschaving.
Mede daardoor werd het klassiek Maleis tot ver buiten de traditioneel Maleis-sprekende gebieden gebruikt als taal van de lokale hofliteratuur en van de islam. Het verband tussen de godsdienst en de Maleise taal en cultuur werd zo innig dat de uitdrukking Masuk Melayu ("tot het Maleis toetreden") gebruikt werd in de betekenis van "zich bekeren tot de islam".

### Gouvernements-Maleis (ook wel Dienst-Maleis)
Met de verspreiding van de islam had het Maleis zich van zijn oorsprongsgebied op Oost-Sumatra en Malakka ook verbreid over de kustgebieden van Borneo. Het pasar Maleis werd bovendien als lingua franca in veel kustgebieden gesproken en verstaan.
De Nederlandse gezagdragers hebben nooit geprobeerd het Nederlands aan de massa van de Indonesische bevolking op te dringen. Integendeel, Nederlands was de taal waarmee de Europese kolonisten onder elkaar communiceerden en waarmee zij zich onderscheidden van de massa der inheemsen. Hooguit werd van een minderheid van ontwikkelde Indonesiërs "getolereerd" dat zij zich af en toe ook van het Nederlands bedienden. Dit was heel anders in bijvoorbeeld Suriname, waar Nederlands je kans op succes betekende.
Om zich voor de contacten met de inheemse bevolking niet van honderden lokale talen te hoeven bedienen, bevorderde het Nederlandse koloniale bestuur de verdere verbreiding van een type Maleis dat destijds bekendstond als "Gouvernementsmaleis" of ook wel "Dienstmaleis". Het "Pasar Maleis" (Markt Maleis) werd hiertoe verrijkt door ontleningen aan het klassiek Maleis, het Javaans en het Nederlands. Deze vorm van het Maleis werd bovendien geschreven met het Latijnse schrift. Er zijn overlappen maar ook verschillen met de creoolse taal die Indische Nederlanders gebruikten, het Petjo. Petjo stond bij Indo's hoger in de rangorde dan Pasar Maleis: thuis sprak men bij voorkeur Nederlands maar ook wel Petjo, op de markt en met dienstpersoneel sprak men Pasar Maleis.
Dit Maleis werd in de gehele archipel gebruikt als taal voor het lager onderwijs.

### Bahasa Indonesia
De wijde spreiding van het Maleis, de traditionele rol (van variëteiten) van het Maleis als lingua franca, en het feit dat het Standaardmaleis wel algemeen gebruikt werd als literaire en officiële taal maar niet de moedertaal was van enige dominerende bevolkingsgroep, maakten dat Indonesië als een van de weinige landen het nationale-taalprobleem heeft kunnen oplossen.
Het (ideologische) beginpunt van het Indonesisch was de zogenaamde Sumpah Pemuda (de "Eed der Jongeren") van 28 oktober 1928 die gedaan werd door de deelnemers aan het Tweede nationale Jeugdcongres in Jakarta, waarbij het Indonesisch tot taal van een toekomstig onafhankelijk Indonesië werd uitgeroepen. Het vanaf dat moment bestaande Bahasa Indonesia was echter taalkundig gezien een voortzetting van het Standaardmaleis, dat het klassiek Maleis als basis had.
Naar de geest is het Indonesisch gebaseerd op zowel het lingua franca- of Pasar-Maleis als op het Standaardmaleis. Naar de letter is het echter een voortzetting van het geschreven klassiek Maleis.
Om de taal ingang te doen vinden, vooral in en via het onderwijs op alle niveaus, was het nodig om op alle gebieden van wetenschap en kennis de noodzakelijke terminologie te creëren. Er waren ook op alle gebieden leermiddelen in het Indonesisch nodig en er moest een standaard grammatica en een standaard woordenboek worden samengesteld. Er werd met deze taken al een begin gemaakt tijdens de Japanse bezetting. Na de onafhankelijkheid werden en worden deze taken gecoördineerd door het Nationaal Centrum voor Taalcultivering en Taalontwikkeling (Pusat Pembinaan dan Pengembangan Bahasa) en zijn voorgangers te Jakarta. Deze instantie is in het algemeen verantwoordelijk voor de taalpolitiek van Indonesië.

### Invloeden
Er zijn drie belangrijke periodes van cultureel contact met de "buitenwereld", die hun sporen hebben nagelaten op de Indonesische woordenschat:
- De Hindoe-Boeddhistische periode (ca. 600 - ca. 1500). Een groot aantal leenwoorden is afkomstig uit het Indo-Europese Sanskriet. Voorbeelden zijn: pura - टेंपल "purå" (tempel), kepala - सरपंच "kappalå" (hoofd), mantra - मंत्र "maņtrå" of मंत्रोंके "maņtram" (spreuk), cinta - इश्क "cīņtthå" (liefde), jaya - विज "chaiyyå" (zegevierend), acar - अचार "acārå" (augurken), bahasa (taal). Sommige oude Indonesische namen zijn genoemd naar het Sanskriet, bijvoorbeeld: Wijaya - "Vīchaiyyå" en Aditya - "Ādittiyyå".
- De periode van de Islamisering (ongeveer vanaf de 13e eeuw). Veel Perzische en Arabische leenwoorden zijn hiervan getuige: mesjid - المسجد "al-masjīd" (moskee), kalbu - قلب "qalb" (hart, als plaats van emoties), kitab - كتاب "kitāb" (boek, meestal een religieus boek), kursi - كرسي "kursīy" (stoel), doa - الدعاء "ad-du'ā" (gebed), mustahil - مستحيل "mustahīl" (onmogelijk), paham - فهم "faham" (begrijpen), abdi - عبد "'abd" (slaaf), en anderen.
- De koloniale periode, resulterend in eerst Portugese leenwoorden en vervolgens in Nederlandse leenwoorden (ongeveer 10.000 woorden).
  - Voorbeelden van Portugese leenwoorden zijn: gereja - "igreja" (kerk), biola - "viola" (viool), keju - "queijo" (kaas), bangku - "banco" (bankje), kartu - "cartão" (kaart), peluru - "pellouro" (kogel), tempo - "tempo" (tempo), Natal - "Natal" (Kerstmis), tenda - "tenda" (tent), tinta - "tinta" (inkt), Belanda - "Holanda" (Nederland), Inggris - "Inglês" (Engels), Perancis of Prancis - "Françese" (Frankrijk).
  - Voorbeelden uit het Nederlands zijn buku - "boek", mah - "maag" (pijn), wasbak - "wasbak", handuk - "handdoek", bolpen - "balpen", toh - "toch", oke - "oke", kopling - "koppeling", rem - "rem", helm - "helm", lotere - "loterij", dinas - "dienst", aksi - "actie", mode - "mode", musik - "muziek". Ook de woorden polisi - "politie", kantor - "kantoor" en asbak - "asbak" zijn uit het Nederlands in het Indonesisch terechtgekomen. Er is een aantal niet-Germaanse termen die via het Nederlands in het Indonesisch terecht zijn gekomen: generasi - 'generatie', konfederasi - 'confederatie', demokrasi - "demokratie", konsentrasi - "concentratie", eksklusif - "exclusief", komandan - "commandant" (ook komando - "commando"), direktur - "direkteur", komunisme - "communisme", idealisme - "idealisme", periode - "periode", sineas - "cineast", fungsi - "functie". En dan de woorden die hetzelfde vocabulaire, maar verschillende betekenis hebben: maskapai - "maatschappij" (heeft alleen betrekking op luchtvaartmaatschappijen), makelar - "makelaar" (kan worden gebruikt voor tussenpersoon of soms voor de handelaar), kongsi - "kongsi" (wordt alleen gebruikt voor vennootschappen), kompor - "komfoor" (het is eigenlijk voor fornuis), kontan - "contant" (contant geld).
- Moderne periode (hedendaagse tijd), dat is gedeeld door het Engels, Chinees (Mandarijn), en regionale talen (Javaans, Sundanees, Minangkabau, Buginees, anderen).
  - Voorbeelden van Engels leenwoorden zijn (dezelfde of soortgelijke spellingen, maar andere uitspraak): dekade - "decade" (decennium), glamor - "glamour" (betoverend), sampel - "sample" (monster). Verschillende spellingen, zelfde uitspraak: fesyen - "fashion" (mode), manajer - "manager" (manager), rileks - "relax" (ontspannen), beranda - "veranda" (veranda), voli - "volley" (volleybal). Dezelfde of soortgelijke spelling, zelfde uitspraak: aerobik - "aerobic" (aerobe), optik - "optic" (optica), legislatif - "legislative" (wetgevend), prematur - "premature" (voorbarig).

In de huidige post-koloniale periode worden meer woorden geïntroduceerd, konsumen, isyu of isu (issue). Ook zogenaamde neo-sanskritismen (neologismen gebaseerd op het Sanskriet), vaak eufemismen of afkomstig uit nationalistisch taalgebruik: dasawarsa - decennium, lokakarya - workshop, tunasusila - onzedig, zedeloos.
Ook kenmerkend voor het hedendaags Indonesisch is de voorliefde voor acroniemen. Voorbeelden zijn krismon (van Krisis Moneter - Monetaire Crisis), Dirjen (Direktorat Jenderal - Directoraat-Generaal), Depdikbud (Departemen Pendidikan dan Kebudayaan - Departement van Onderwijs en Cultuur).

## Schrift en spelling
Het Indonesisch wordt geschreven in het Latijnse schrift. De van oorsprong Nederlandse wijze waarop het Indonesisch gespeld wordt heeft in 1947 en 1972 wijzigingen ondergaan, waarna de van oorsprong Nederlandse spellingswijze nu beter overeenkomt met de fonologie van het het standaardindonesisch. In 1972 is een nieuwe officiële spelling ingevoerd, die in Indonesië Ejaan Yang Disempurnakan wordt genoemd. Deze spelling is tegelijkertijd in Maleisië en Indonesië ingevoerd en hief de verschillen in spelling tussen de twee talen op. De belangrijkste wijzigingen ten opzichte van de oude spelling, die de Van Ophuijsen-spelling wordt genoemd, zijn:
| Indonesisch voor 1972 | Maleisisch voor 1972 | Gezamenlijk na 1972 |
| --------------------- | -------------------- | ------------------- |
| tj                    | ch                   | c                   |
| dj                    | j                    | j                   |
| ch                    | kh                   | kh                  |
| nj                    | ny                   | ny                  |
| sj                    | sh                   | sy                  |
| j                     | y                    | y                   |
| u, oe*                | u, o                 | u                   |

* In 1947 is oe al vervangen door u
In deze tabel is niet te zien dat het Maleisisch heel veel meer heeft moeten veranderen dan het Indonesisch.

De zeer vele Arabische leenwoorden werden in het Maleisisch namelijk zo getrouw mogelijk in Latijnse letters weergegeven.
Na 1972 werd de Indonesische manier van weergeven gezamenlijk.

Dus werd na 1972 "dz" een z (dzalim werd zalim)

"dh" werd een d (kadhi werd kadi)

"th" werd een s (ithnin werd isnin)

De Arabische keelklank die in het Maleisisch eerst werd weergegeven met een ' werd geschrapt.
Dus ma'af werd maaf, en op het einde van een lettergreep veranderde het in een "k", dus ra'yat werd rakyat.

Ook de Engelse manier van spellen werd in het Maleisisch veranderd.

Niet meer ka-rumah, maar ke rumah. Niet meer bubok, maar bubuk.
Tevens werd de "ye"-vorm veranderd in "i". Dus ayer werd air.
De eerste van deze wijzigingen (van oe naar u) is in 1947 ingevoerd; de overige wijzigingen zijn doorgevoerd in 1972. In Nederland wordt (met name op etiketten van Indonesische producten zoals ketjap) veelal de oude spelling aangehouden die consistenter is met de Nederlandse taal.
Met name in eigennamen wordt door meerdere mensen in Indonesië nog steeds de oude spelling gehandhaafd. Ook in namen van bedrijven zien we soms de oude spelling terug.

## Fonologie
Er zijn zes zuivere klinkers: a (als in kat), e (als in pet), i (als in riet), o (als in kop), u (als in hoed) en een stomme e, ook gespeld als e (als in de). Verder zijn er drie tweeklanken: ai, au en oi. De consonanten zijn p, b, t, d, k, g, c (als tj in ketjap), j (als in John), h, ng (die ook aan het begin van het woord voorkomt), ny (als in anjer), m, n, s, w, l, r en y (als in yoghurt). Er zijn nog vier andere consonanten die enkel in leenwoorden voorkomen: f, sy (als in sjaal), z en kh (als in kachel).